# Mikseta
Mikseta je centralni uređaj u svakom audio sistemu zato što se bilo koji audio sistem uvek zasniva na mikseti i pratećim uređajima povezanim na nju. Svi izvori signala, mikrofoni i generatori elektronskih signala,povezuju se na odgovarajuće ulaze miksete. 
U mikseti se obavljaju osnovne funkcije podešavanja, kontrole i komutacije signala, ali i niz drugih operacija, koje se u audio sistemu obavljaju nad audio signalom. Najzad, glavni izlaz iz audiosistema sa koga signal ide ka slušaocu takođe izlazi iz miksete. 
U mnogim jednostavnim audio sistemima mikseta je i jedini uređaj koji se nalazi u njegovom električnom delu.

## Uvod
I ako u principu imaju istu osnovnu funkciju, audio miksete se međusobno razlikuju po konceptu, odnosno po specifičnosti konkretne namene. Za razliku od svih drugih audio uređaja, miksete se prave u veoma širokom rasponu unutrašnjeg koncepta, složenosti i cene.

Mogu se kretati od najjednostavnijih malih prenosnih uređaja, sa svega nekoliko ulaza do ekstremno velikih i složnih modela koji se koriste za najviši nivo muzičke produkcije ili produkcije zvuka za filmove, sa širokom gamom različitih oblika između te dve krajnosti.Raspon između najmanjih i najvećih mikseta koje se mogu naći na tržištu,odnosno koje se koriste u praksi, zaista je ogroman.

## Osnovne funkcije miksete
Najvažnija funkcija miksete, koja postoji bez obzira na analognu ili digitalnu realizaciju ili na nivo složenosti modela, jeste sabiranje više ulaznih signala u jedan izlazni signal. 
Osim sabiranja, u okviru svoje osnovne funkcije mikseta mora imati mogućnost nezavisnog podešavanja svih ulaznih signala pojedinačno, kao i sabranog izlaznog signala.
Podešavanje ulaznih signala ima za cilj postizanje njihovog međusobnog balansa u zvučnoj slici.
Podešavanje izlaznog signala vrši se radi prilagođavanja potrebama korisnika signala ili, eventualno, iz nekih kreativnih razloga.
Najjednostavnije miksete mogu imati samo 2-3 ulaza i jedan izlaz. Povećavanje složenosti miksete u prvom redu znači povećavanje broja ulaza, odnosno broja signala koje može da prihvati. Najsloženije miksete su verovatno one koje se koriste za koncertna - živa izvođenja i u filmskoj industriji. Broj ulaznih signala koji se sabiraju u takvim slučajevima može biti veoma veliki.
Postoje miksete u koje može istovremeno da ulazi preko 100 nezavisnih signala. Za takvim miksetama mora da radi nekoliko ljudi istovremeno da bi
opslužili kontrole na svim ulazima istovremeno. U najjednostavnijoj verziji miksete postoji samo jedan izlaz, ali ih može biti i više. Osim toga, u zavisnosti od namene, može se naći relativno složena struktura sabiranja signala iz koje se izvodi nekoliko međusobno različitih izlaznih signala.
U složenijim audio sistemima od miksete se zahteva proširivanje njene osnovne funkcije sabiranja signala. Ono se uglavnom ostvaruje u dva osnovna pravca: dodaju se
određene funkcije komutacije, odnosno distribucije signala, i dodaju se mogućnosti obrade signala. Pod obradom signala u mikseti se u prvom redu podrazumevaju manje ili više složena filterska kola za frekvencijske korekcije. Naziv "osnovna obrada" potiče od toga što se za zahtevnije postupke na signalu koriste eksterni procesori koji se pojavljuju kao posebni uređaji povezani sa miksetom. U njih se iz miksete prosleđuju signali radi obrade, i zatim vraćaju nazad u miksetu. Kako razvoj tehnologije čini da su
elektronski sklopovi sve jeftiniji i fizički kompaktniji, danas se u velike modele mikseta, kao njihov sastavni deo, sve češće ugrađuju sklopovi koji obavljaju ono što inače rade jednostavniji eksterni uređaji za procesiranje.

## Ulazni moduli(kanali) miksete
Ulazni moduli po unutrašnjoj složenosti predstavljaju najsloženiji deo svake miksete jer se najveći deo obrade signala obavlja u njima, a u analognim realizacijama mikseta oni su i po svojoj fizičkoj veličini najveći. Sve opcije obrade i manipulacije sa signalom koje nudi mikseta nalaze se gotovo u potpunosti u ulaznim modulima.Izlazni moduli su u najvećem broju mikseta mnogo skromniji po unutrašnjoj složenosti.
U ulaznim modulima se realizuju sledeće osnovne funkcije nad signalom:
-osnovno prilagođenje nivoa,
- osnovna obrada
- regulacija nivoa
- podela ulaznog signala na kanale izlaznog formata (stereo i surround)
- daljinski start reproduktora(opciono - u miksetama za radio stanice)
- kontrola ulaza modulometrom i slušanjem[7] (opciono)

Kasnije je pokazano kako se broj funkcija koje se nad signalom obavljaju pre
dovođenja na sabiračko kolo može dalje proširivati.
Svaki modul, sem u slučaju nekih specijalizovanih mikseta, ima mogućnost da se na njegov ulaz, po izboru, dovodi signal linijskog ili mikrofonskog nivoa. Tako se na ulazu pojavljuju dva odvojena priključka označena široko prihvaćenim skraćenicama "MIC" (mikrofonski ulaz) i "LINE" (linijski ulaz). Prihvatanje signala mikrofonskog nivoa podrazumeva da na samom ulazu mora postojati poseban predpojačavač koji će ovaj signal niskog nivoa pojačati do reda veličine koji imaju linijski signali. Na početku ulaznog modula nalazi se preklopnik za izbor signala. S obzirom da kod linijskih signala uobičajeno postoje izvesne razlike u nivoima, postoji potreba da se na samom početku ulaznog modula izvrši grubo podešavanje nivoa. Time se ostvaruje osnovno usaglašavanje signala koji iz različitih izvora istovremeno dolaze na ulaze miksete.
Signal u ulaznom modulu prolazi dalje kroz deo za osnovnu obradu. U praksi se pod tim podrazumeva sklop filtera za amplitudske korekcije. U zavisnosti od složenosti miksete i njene namene to kolo može biti manje ili više komplikovano. Najjednostavnija varijanta podrazumeva samo kontrolu niskih i visokih frekvencija, poput regulatora uobičajenih na starijim kućnim uređajima za reprodukciju zvuka.
Na drugom kraju skale složenosti nalaze se vrlo sofisticirani filterski sistemi sastavljeni od većeg broja filtera kod kojih se mogu menjati razni parametri i pomoću kojih se može fino oblikovati spektar signala. Pri tome se uvek ostavlja mogućnost da se ova obrada signala isključi, odnosno da se kolo za osnovnu obradu signala premosti.
Koncepcija osnovne obrade signala u ulaznom modulu dominantno zavisi od njene namene. Na primer, miksete za primenu u radiodifuziji, gde se kao ulazni signali javljaju
samo signali iz raznih reproduktora i iz mikrofona spikera, imaju u tom pogledu specifične zahteve, jer signali koji se dovode iz reproduktora ne zahtevaju nikakvu dodatnu obradu. U njihovim ulaznim modulima ovaj deo se može sasvim izostaviti. Sa druge strane, u velikim miksetama za živa koncertna izvođenja neophodno je omogućiti raznovrsne intervencije na signalu. Koncept filtera u delu za osnovnu obradu direktno određuje kreativne mogućnosti pri radu sa audio sistemom. Zbog toga se vrednovanje kvaliteta mikseta za namene kao što je studijska produkcija i slično vrši između ostalog, i na osnovu kvaliteta i osobina ovih kola.
Iza osnovne obrade nalazi se glavni regulator nivoa signala koji se naziva regler. To je,po pravilu, klizni regulator postavljen na način koji omogućava jednostavnu i preciznu
manipulaciju. Oni zauzimaju mesto na mikseti uz samu ivicu, koje je najdostupnije osobi koja manipuliše sa njom.
Dugmad reglera su uobičajeno oblikovana na način koji olakšava pokretanje jednim prstom. Sa obe strane proreza ovog regulatora baždareno je slabljenje signala u decibelima.
Regleri ulaznih modula predstavljaju osnovne regulatore na mikseti, jer se njima određuje kojim nivoom će signal iz kanala ući u kolo sabirača, odnosno u ukupnu zvučnu sliku.
Za razliku od prvog regulatora u ulaznom modulu, kojim se vrši tehničko podešavanje ulaznog signala i njegovo usaglašavanje sa ostalim nivoima, sa reglerima se vrši kreativna intervencija na nivoima signala. Klizni potenciometar reglera je dužeg hoda od standardnih kliznih potenciometara kakvi se sreću na ostalim audio uređajima. Jedan standard definiše njihovu radnu dužinu na 10 cm. Kod njih je posebno značajan kvalitet otpornog sloja, što se meri mogućim brojem pokretanja klizača napred-nazad, pre nego što se pojavi karakteristično šuštanje kontakta. U najkvalitetnijim reglerima koji se mogu naći na tržištu garantovani broj pokretanja je reda veličine miliona. Danas je u složenijim miksetama uobičajeno da se funkcija reglera vrši sa naponski kontrolisanim pojačavačem (VCA- voltage control amplifier). Fizičkim reglerima koji postoje na mikseti tada se vrši podešavanje kontrolnih napona ovih regulatora, pa kroz njihov kontakt i otporni sloj ne ide audio signal. U ulaznim modulima se opciono mogu pojaviti i neki dodatni elementi. U većim miksetama u svakom ulaznom modulu nalazi se modulometar za merenje nivoa signala. Zbog veličine instrumenta takva mogućnost se javlja samo u modelima čija veličina to dozvoljava.Takođe postoji mogućnost da se signal iz ulaznog modula prosledi na izlaz za monitorske zvučnike, eventualno na neki poseban zvučnik za tu namenu, čime se uz modulometar uvodi mogućnost i subjektivne kontrole pojedinačnih ulaznih signala. Neke miksete imaju na sebi mali zvučnik koji služi samo za tu namenu. Ovo ne treba mešati sa glavnim monitorskim zvučnicima kojim se vrši kontrola izlaznog signala miksete. Na kraju ulaznog modula nalazi se regulator kojim se vrši raspodeljivanje signala po kanalima višekanalnog formata reprodukcije. U stereo miksetama se tu nalazi panorama regulator. U miksetama za složenije izlazne formate ovaj deo je složeniji i podrazumeva odgovarajuće matrično kolo. U nekim konfiguracijama mikseta za specifične namene distribucija signala iz ulaznog modula može biti složena.

## Komutacija signala u ulaznom modulu
U zavisnosti od veličine i namene miksete ulazni moduli mogu se usložnjavati ne samo komplikovanjem njegovih elektronskih sklopova, već i sa aspekta komutacije signala.
Postoje izvesni standardizovani koncepti prosleđivanja signala iz ulaznog modula u ostale elemente audio sistema i nazad u isti ili neki drugi ulazni modul. Dva su koncepta koji se najšire primenjuju za realizaciju izlazaka signala iz ulaznog modula: takozvani "sendovi" i "insert tačke" (oba termina su žargonska, ali ne žalost u toj oblasti ne postoje bolji, standardizovani izrazi).
Uobičajeno je da postoji mogućnost uzimanje signala iz nekih karakterističnih tačaka ulaznog modula i njegovo slanje van modula preko posebnih priključaka,odnosno konektora na priključnoj ploči miksete. Takve tačke se u žargonu nazivaju "sendovi".
Mogućnost koju unose "sendovi" u praksi se koriste na različite načine. Na primer, da se ulazni signal pošalje u neki spoljašnji procesor radi dodatne,složenije obrade i posle vrati nazad u miksetu preko nekog drugog ulaznog modula kao novi ulazni signal. Takođe je uobičajeno da se signal sa takvog izlaza šalje na ulaz nekog višekanalnog snimača, što se kao mogućnost koristi pri koncertnim izvođenjima radi kasnije postprodukcije (takozvani "živi snimci"). Slanje signala se može ostvariti sa nekoliko karakterističnih tačaka ulaznog modula: pre intervencija osnovne obrade,pre reglera ili posle reglera. Pri uzimanju signala pre reglera njegove promene ne utiču na signal koji se šalje, što je značajno pri višekanalnom snimanju.
Specifična vrsta prosleđivanja signala u okviru ulaznog modula u žargonu se naziva "insert tačka".
Pod tim se podrazumeva da se signal u nekoj karakterističnoj tački modula provodi kroz poseban konektor izveden na priključnoj ploči miksete.U normalnim okolnostima taj konektor predstavlja kratak spoj i ne utiče na tok signala kroz ulazni modul,međutim, ako se u ovaj konektor priključi odgovarajući kablovski konektor, dolazi do rastavljanja kontakta i signal se preko jednog od njih prosleđuje van miksete, a preko drugog se prima nazad u istu tačku ulaznog modula.
Insert tačke se takođe mogu izvoditi sa raznih karakterističnih mesta u ulaznom modulu.Osnovna funkcija insert tačaka u praksi je da omogući uključivanje u ulazni modul dodatnih spoljašnjih procesora koji, za razliku od njihovog povezivanja preko sendova tada postaje sastavni deo lanca ulaznog modula. Sa takvom mogućnošću neograničeno se povećaju potencijali obrade ulaznog signala, daleko preko nivoa elementarnih funkcija koje su ugrađene u okviru ulaznog modula. Broj insert tačaka
određuje i broj eksternih procesora koji se mogu primeniti za obradu u okviru jednog ulaznog modula. S obzirom da su postupci dodatne obrade signala stvar umetničkog delovanja, shvatanje potreba u tom domenu stalno se menja. Zato insert tačke omogućavaju fleksibilnost u korišćenju miksete.

## Fader start
U nekim miksetama regler kao glavni regulator nivoa signala ima u svom sklopu i jedan mikro-prekidač na koji deluje klizač kada je u krajnjem donjem položaju (maksimalno oslabljenje, odnosno nula signala). Čim se klizač reglera pomeri unapred (što se u žargonu naziva dizanje reglera) prekidač menja svoje stanje. Kontakti ovog prekidača izvedeni su na poseban konektor na priključnoj ploči miksete. Namena ovog prekidača je da se promena stanja reglera izvede kao informacija van miksete, što se dalje koristi za startovanje raznih reproduktora u sistemu. Podrazumeva se da prekidač na regleru kontroliše rad reproduktora čiji se signal dovodi na njegov ulazni modul. Ugradnjom
fader starta ulazni modul dobija dodatnu funkciju kontrola rada spoljašnjih uređaja.
Fader start je u praksi značajan u miksetama koje su namenjene radio i TV stanicama.Ova funkcija omogućava startovanje numere sa reproduktora samo jednim potezom reglera, bez potrebe da se istovremeno vrši manipulacija na reproduktoru drugom rukom. Taj reproduktor treba da prethodno bude namešten na odgovarajuću numeru koja se želi reprodukovati i postavljen na "pauzu". Dizanje reglera preko prekidača vrši otpuštanje pauze i startovanje reprodukcije. Svi reproduktori koji su po svom konceptu namenjeni radio-difuznim stanicama imaju posebne ulaze za takav daljinski start, pa opcija fader starta čini osnovnu razliku između reproduktora za kućnu upotrebu i onih koji su namenjeni radiodifuznim sistemima. Čak su svojevremeno i klasični gramofoni imali tu mogućnost.
Funkcija fader starta se koristi i u pozorištima, jer se i tamo javlja potreba za startovanjem reprodukcije u zadatim trenucima predstave.

## Vrste mikseta
Svaka konkretna namena audio sistema ima posebne detaljnije zahteve u pogledu njegove konfiguracije i funkcionalnih osobina, što se neposredno odražava i na koncept miksete kao njegovog centralnog uređaja. Zbog toga se danas na tržištu može naći više standardnih kategorija mikseta prilagođenih raznim specifičnim funkcijama.
Osnovne kategorije u toj podeli su:
- emisione miksete (za radio i TV stanice),
- produkcione miksete (za primenu u produkcionim muzičkim studijima),
- koncertne miksete (za ozvučavanje muzičkih "živih" izvođenja),
- pozorišne miksete (za dizajn zvuka u dramskim predstavama),
- miksete za monitoring na bini,
- automatske miksete (za jednostavne primene i rad bez operatera),
- male prenosne miksete (za terenski rad), itd.

Navedena podela je zasnovana na njihovom koncepcijskim razlikama. U tom smislu,osnovne razlike su u konceptu i sadržaju ulaznih i izlaznih modula, u broju izlaza, broju grupa, nekim specifičnim detaljima kao što je fader start, itd. U svakoj od navedenih kategorija dalje postoji širok dijapazon razlika prema složenosti u okviru zadatog koncepta i,naravno, u ceni.

### Poznatiji proizvođači
| Naziv proizvođača   | Logo |
| ------------------- | ---- |
| Alesis              |      |
| API Audio           | /    |
| Behringer           |      |
| Logitek Audio       | /    |
| Pioneer Corporation |      |
| Solid State Logic   |      |
| Yamaha Pro Audio    |      |

## Digitalne miksete
U profesionalnim audio sistemima koriste se digitalne miksete. One kombinuju,trasiraju i prevode digitalne audio uzorke.Povoljnosti ovakvog sistema su te da nema pojave šuma između ulaza na analogno-digitalnom konvertoru (ADC) i izlaza na digitalno-analognom konvertoru (DAC).
Podešavanja uređaja se mogu sačuvati i učitavati po želji. Ovo je naročito korisno u živim nastupima, gde svako od izvođača može sačuvati svoja podešavanja uređaja. Takođe ovakve miksete imaju mogućnost obrade signala i dodavanja raznih efekata što isključuje potrebu za dodatnim uređajima.
Ne povoljnosti su te signal gubi na kvalitetu jer na svom putu prolazi kroz analogno-digitalni konvertor, zatim se vrši njegova obrada i na izlazu se podvrgava digitalno-analognoj konverziji.
Međutim, kako su ova slabljenja kvaliteta signala neprimetna, svako diskutovanje je subjektivno.

## Spoljašnje veze
- eng. Mixing console
- Osnovni pojmovi za audio produkciju
- Bob Kac o usavršavanju audio tehnika
- Audio u medijima